# Zuidermeer
Zuidermeer è un piccolo villaggio dei Paesi Bassi che fa parte del comune di Koggenland, nella provincia dell'Olanda Settentrionale.
Nel 2004, il villaggio aveva una popolazione di 480 abitanti.

## Galleria d'immagini

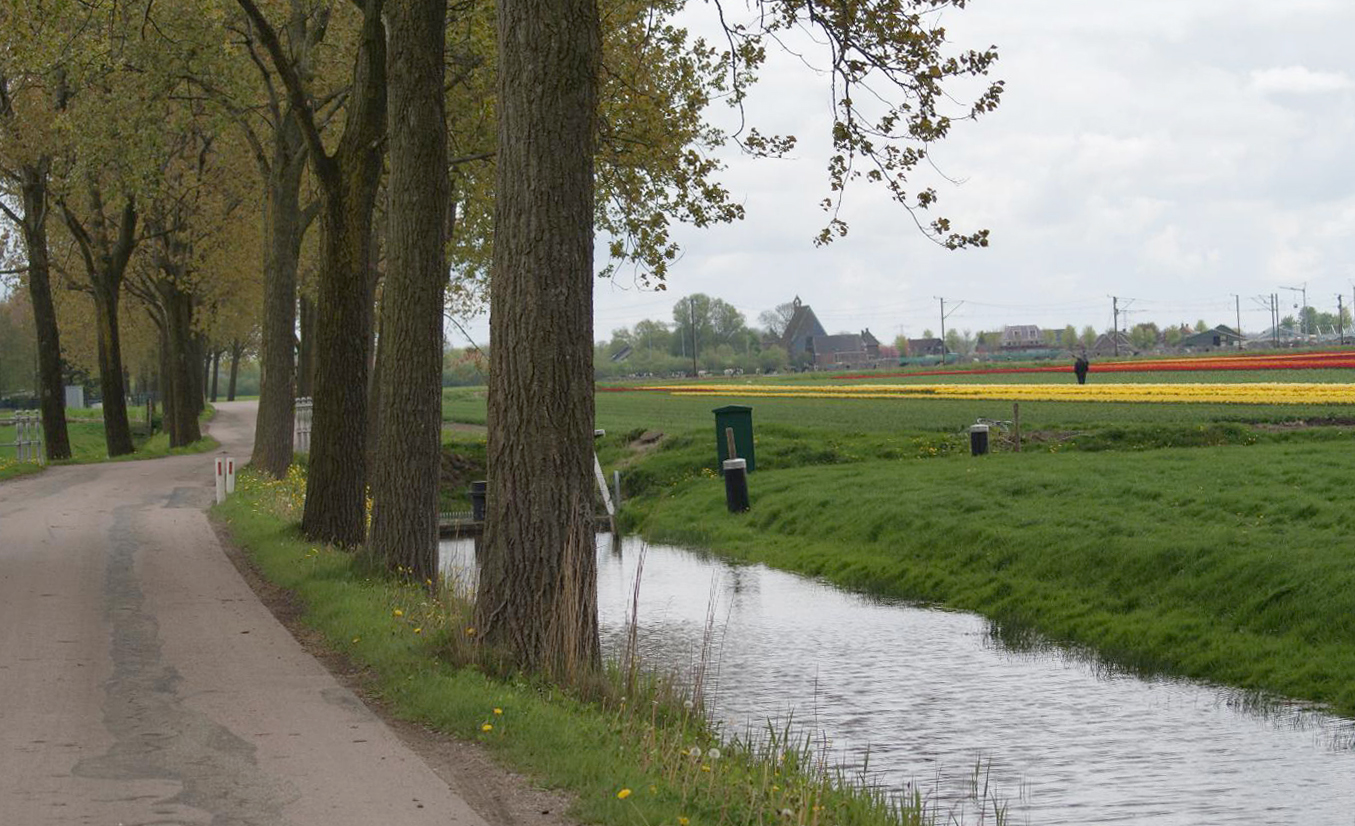
Una strada di Zuidermeer